# The Time Is Now
The Time Is Now è il settimo album in studio del cantante britannico Craig David, pubblicato il 26 gennaio 2018.

## Tracce
1. Magic – 2:52
2. Heartline – 3:12
3. Brand New – 2:44
4. Going On – 3:24
5. Love Me Like It's Yesterday – 3:32
6. For the Gram – 3:54
7. Get Involved (feat. JP Cooper) – 3:09
8. I Know You (feat. Bastille) – 3:34
9. Live in the Moment (feat. GoldLink) – 3:06
10. Love Will Come Around – 3:14
11. Somebody Like Me (feat. AJ Tracey) – 2:54
12. Focus – 2:56

Tracce Bonus (Edizione Deluxe)
1. Reload – 3:10
2. Talk to Me – 3:55
3. Talk to Me, Pt. II (feat. Ella Mai) – 3:22

## Classifiche
| Paese             | Posizione più alta |
| ----------------- | ------------------ |
| Australia         | 43                 |
| Belgio (Fiandre)  | 77                 |
| Belgio (Vallonia) | 128                |
| Francia           | 157                |
| Germania          | 97                 |
| Paesi Bassi       | 56                 |
| Regno Unito       | 2                  |
| Spagna            | 47                 |
| Svizzera          | 75                 |